# بکه (شهریار)
بکه روستایی در دهستان جوقین بخش مرکزی شهرستان شهریار ایران است. منطقه ای بسیار خوش آب و هوا دارای باغات عالی و میوه های صادراتی به سراسر کشور و درختان فراوانی است. بکه روستایی در نزدیکی وحیدیه شهریار است. این روستا با مرکز شهر فاصله ی ۱۰ کیلومتری دارد و  زیر مجموعه دهستان جوقین محسوب می شود. در سرشماری سال ۱۳۹۵ جمعیت آن ۲۳۷۷ در ۶۶۶ خانوار بود. همچنین یکی از پر آب ترین مناطق شهریار می‌باشد که دارای بیشترین قنات فعال می‌باشد..